# Texasville
Texasville es una película dramática estadounidense de 1990 dirigida por Peter Bogdanovich y protagonizada por Jeff Bridges, Cybill Shepherd y Timothy Bottoms. Es una secuela de otra película anterior, La última película (1971).

## Argumento
Duane Jackson tiene 50 años y vive en un pequeño pueblo de Texas. A su edad, Duane no espera nada nuevo en su vida y pasa los días luchando con sus problemas. Su empresa petrolífera está al borde de la quiebra, su matrimonio no marcha bien, porque su esposa, Karla, piensa que le es infiel; su hijo sigue los pasos mujeriegos del padre, y así pasan los días. Un día, una nueva persona llega a la pequeña localidad. Es Jacy Farrow, una antigua amante de Duane que, debido a una dolorosa tragedia, tiene que volver al pueblo donde creció. Jacy ha viajado mucho, es una mujer de mundo, y Duane no parece haberse recuperado del todo de su pérdida. Ahora, muchos años después, ambos se encuentran de nuevo. Así aparece de esta manera una segunda oportunidad para recuperar todo lo perdido.

## Reparto
| Actor            | Papel            |
| ---------------- | ---------------- |
| Jeff Bridges     | Duane Jackson    |
| Cybill Shepherd  | Jacy Farrow      |
| Timothy Bottoms  | Sonny Crawford   |
| Annie Potts      | Karla Jackson    |
| Randy Quaid      | Lester Marlow    |
| William McNamara | Dickie Jackson   |
| Eileen Brennan   | Genevieve Morgan |

## Producción
La cinta La última película (1971) fue uno de los mayores éxitos de principios de los setenta. Esto hizo que se llevara a cabo, aunque de forma tardía, esta secuela con el mismo director que su predecesora, Peter Bogdanovich. Para ello, se adaptó la continuación de la novela de Larry McMurtry, y se reclutó a casi todo el equipo técnico y artístico de la película original.

## Recepción
La producción cinematográfica fue muy duramente recibida por la crítica y también fracasó totalmente en la taquilla, convirtiéndose así en uno de los mayores fracasos de su director.
Actualmente, la producción cinematográfica ha sido valorada en portales cinematográficos y por críticos profesionales. En IMDb, con aproximadamente 2900 votos registrados el filme obtiene una media ponderada de 5,9 sobre 10. En Rotten Tomatoes, los críticos profesionales, 25 en total, le dieron un 5,4 sobre 10, mientras que los más de 1000 votos registrados le dieron una valoración de 3,1 sobre 5.